# Charity Castle
Charity Castle er en amerikansk stumfilm fra 1917 af Lloyd Ingraham.

## Medvirkende
- Mary Miles Minter som Charity
- Clifford Callis
- Allan Forrest som Merlin Durand
- Eugenie Forde som Zelma Verona
- Henry A. Barrows som Simon Durand